# Diego Cardozo
Diego Daniel Cardozo (Granadero Baigorria, 2 giugno 1987) è un calciatore argentino, centrocampista della Juventud Unida (SM).

## Caratteristiche tecniche
È un trequartista.

## Carriera
È cresciuto nelle giovanili del River Plate.